# Gynoplistia (Gynoplistia) viridis
Gynoplistia (Gynoplistia) viridis is een tweevleugelige uit de familie steltmuggen (Limoniidae). De soort komt voor in het Australaziatisch gebied.